# Accordo Root-Takahira
L'accordo Root-Takahira (高平・ルート協定?, Takahira-Rūto Kyōtei) fu un importante accordo sottoscritto nel 1908 tra gli Stati Uniti e l'Impero del Giappone e fu negoziato tra il Segretario di Stato degli Stati Uniti Elihu Root e l'ambasciatore giapponese negli Stati Uniti Takahira Kogorō. Si trattava di una dichiarazione sulle politiche di lunga durata di entrambi gli Stati, analogo all'accordo Taft-Katsura del 1905. Entrambi gli accordi riconoscevano il controllo di ciascuno dei due Stati sui principali territori d'oltremare. Nessuno dei due accordi aveva valore di trattato e pertanto non fu necessaria l'approvazione del Senato.
Firmato il 30 novembre 1908, l'accordo consisteva nel riconoscimento ufficiale dello status quo territoriale al novembre 1908, nell'affermazione dell'indipendenza e dell'integrità territoriale della Cina (la "Politica della porta aperta" proposta da John Hay), nel mantenimento del libero scambio e delle pari opportunità commerciali, nel riconoscimento giapponese dell'annessione della Repubblica delle Hawaii e del controllo sulle Filippine da parte degli Stati Uniti, nel riconoscimento statunitense del controllo giapponese sulla Corea e sulla Manciuria e nell'acquiescenza giapponese in merito alle limitazioni sull'immigrazione giapponese in California.
Con la sconfitta della Spagna nella guerra ispano-americana, gli Stati Uniti erano diventati una grande potenza in Estremo Oriente. Il governo giapponese cominciò a vedere come una minaccia l'annessione americana delle Hawaii e le politiche economiche aggressive della Cina. Il governo statunitense, d'altra parte, era sempre più preoccupato per le ambizioni territoriali giapponesi a scapito della Cina e per la modernizzazione e il rafforzamento della marina imperiale giapponese all'indomani della guerra russo-giapponese. Il forte sentimento anti-giapponese in California irritava il Giappone, ma il problema fu risolto con l'accordo informale tra Giappone e Stati Uniti d'America del 1907.
Nell'ottobre 1908 la Great White Fleet visitò il Giappone. Con questa visita il presidente Theodore Roosevelt intendeva sottolineare la superiorità della flotta statunitense rispetto alla più piccola marina giapponese. Invece di risentirsi, l'élite e il pubblico giapponesi accolsero gioiosamente la flotta pochi giorni prima dell'incontro tra Root e Takahira. L'accordo calmò le tensioni per un certo periodo ma il riavvicinamento del Giappone alla Russia dopo il 1907 e i suoi crescenti investimenti economici in Manciuria fecero sì che l'accordo si traducesse in un indebolimento dell'influenza statunitense in Estremo Oriente e in un maggiore controllo giapponese sulla Cina.